# Jean Malisart
Jean Cordule Pierre Malisart (Bruxelles, 28 gennaio 1906 – ...) è stato un pallanuotista belga.
Ha partecipato alle Olimpiadi del 1928.